# Mutigney
Mutigney ist eine französische Gemeinde im Département Jura in der Region Bourgogne-Franche-Comté. Sie gehört zum Arrondissement Dole und zum Kanton Authume. 

## Geographie
Mutigney ist die nördlichste Gemeinde des Départements Jura. Sie grenzt im Norden an Broye-Aubigney-Montseugny, im Nordosten an Pesmes, im Südosten an Dammartin-Marpain, im Südwesten an Champagney und im Nordwesten an Cléry.
Mutigney wird vom Ognon passiert.

## Bevölkerungsentwicklung
| Jahr                       | 1962 | 1968 | 1975 | 1982 | 1990 | 1999 | 2008 | 2017 |
| -------------------------- | ---- | ---- | ---- | ---- | ---- | ---- | ---- | ---- |
| Einwohner                  | 200  | 191  | 175  | 169  | 161  | 143  | 149  | 171  |
| Quellen: Cassini und INSEE |      |      |      |      |      |      |      |      |

## Sehenswürdigkeiten
- Schloss von Mutigney, 1450 im Auftrag von Herman Vaudrey erbaut, seit 22. Juli 1971 Monument historique
- „Les lavoirs-fontaines“, zwei im 18. Jahrhundert erbaute öffentliche Waschplätze Lavoir an der Rue Saint-Souplet und der Rue du Château
- Kapelle Saint-Michel
- Kirche „Église de l’Assomption“ aus dem 18. Jahrhundert
- Schloss aus dem 15. Jahrhundert

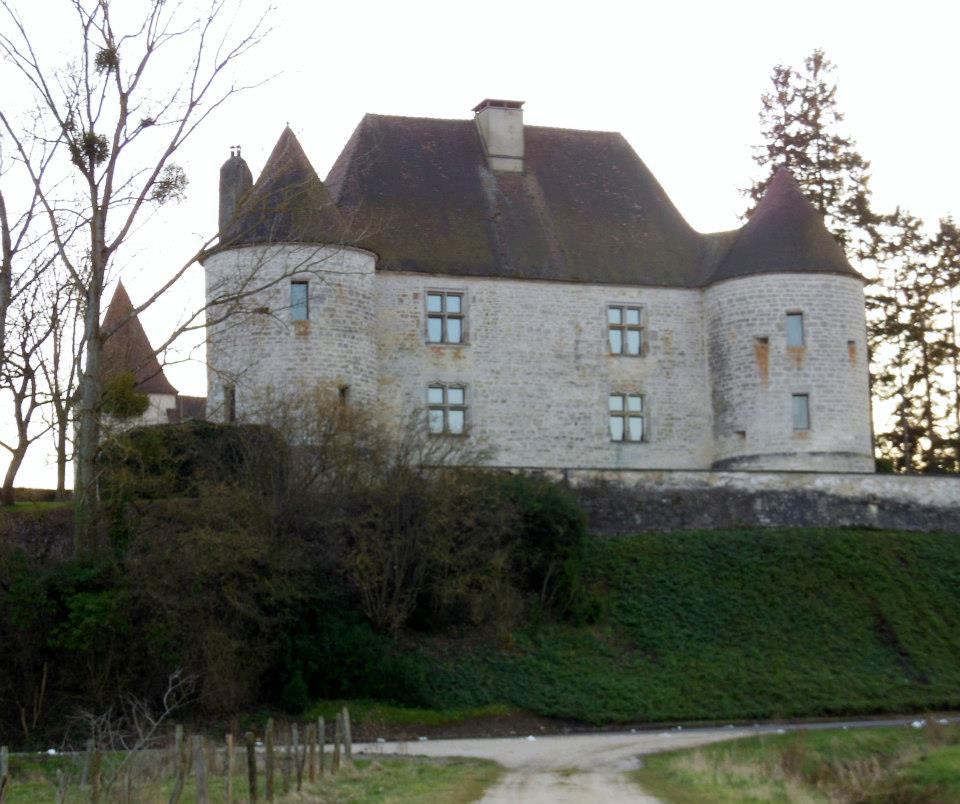
Schloss von Mutigney
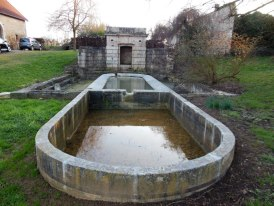
Lavoir an der Rue Saint-Souplet
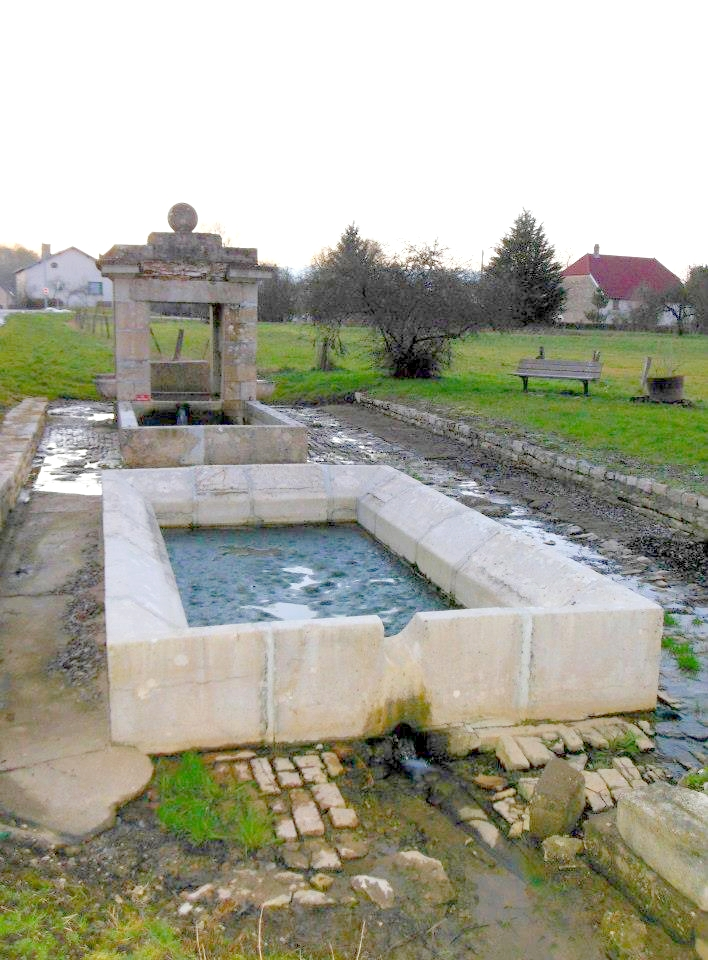
Lavoir an der Rue du Château
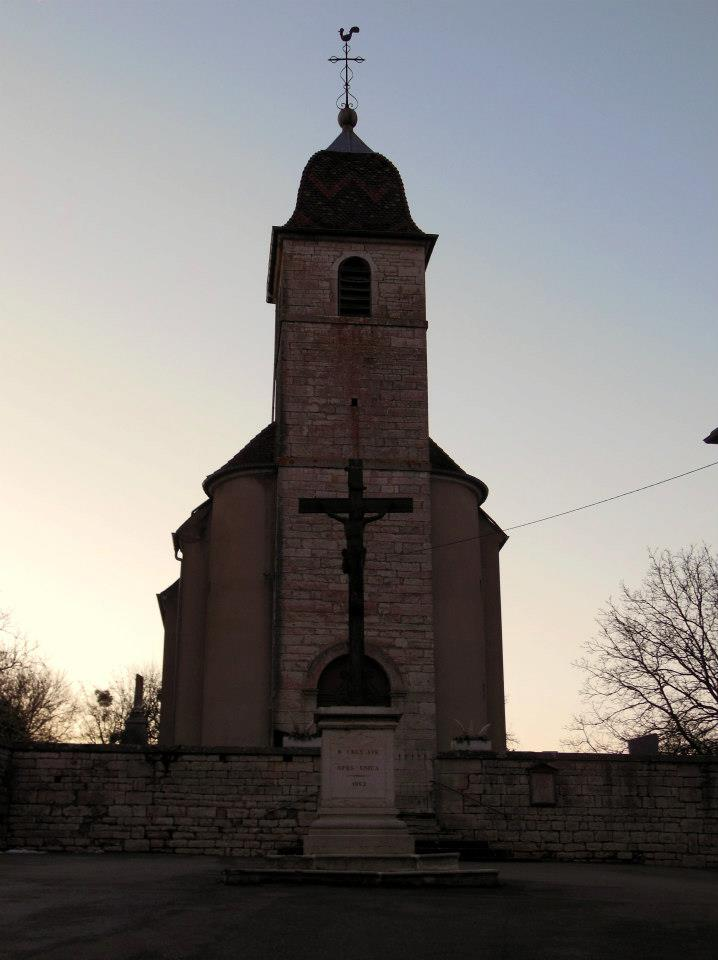
Kirche von Mutigney